# Émondeville
Émondeville – miejscowość i gmina we Francji, w regionie Normandia, w departamencie Manche.
Według danych na rok 1990 gminę zamieszkiwało 247 osób, a gęstość zaludnienia wynosiła 46 osób/km² (wśród 1815 gmin Dolnej Normandii Émondeville plasuje się na 644. miejscu pod względem liczby ludności, natomiast pod względem powierzchni na miejscu 852.).